# Nada es para siempre (canción de Luis Fonsi)
«Nada es para siempre» es una balada escrita por el cantautor y guitarrista cubano Amaury Gutiérrez, producida por Sebastián Krys y coproducida e interpretada por el cantautor puertorriqueño-estadounidense Luis Fonsi, tomado de su sexto álbum de estudio Paso a paso (2005). Se lanzó como el sencillo principal del álbum el 16 de mayo de 2005 por la empresa discográfica Universal Music Latino. La canción fue el tercer éxito número uno de Luis Fonsi. La canción apareció en la banda sonora de la telenovela mexicana Rebelde.

## Antecedentes
La canción estaba dedicada a la esposa de Luis Fonsi, Adamari López, quien en ese momento había sido diagnosticada con cáncer de mama.
La canción fue el segundo sencillo lanzado del álbum, Paso a Paso, después de "Estoy Perdido".
«Nada es para siempre» recibió una nominación a Canción Pop del Año en los Premios Lo Nuestro 2006 y otra nominación en los Latin Billboard Music Awards 2006 a la Canción Pop Airplay Latina del Año - Masculino.

## Listas y posicionamientos
"Nada es para siempre" alcanzó el número uno durante la semana del 27 de agosto de 2005, lo que interrumpió semanas consecutivas número uno de " La tortura " de Shakira y Alejandro Sanz . Esta fue la primera vez que Luis Fonsi cruzó al Billboard Hot 100 de EE. UU., que alcanzó el puesto 90.
| Lista (2005)                          | Mejor posición |
| ------------------------------------- | -------------- |
| U.S. Billboard Hot 100                | 90             |
| U.S. Billboard Hot Latin Tracks       | 1              |
| U.S. Billboard Latin Pop Airplay      | 1              |
| U.S. Billboard Tropical/Salsa Airplay | 1              |

### Sucesión en las listas
| Predecesor: La tortura de Shakira featuring. Alejandro Sanz | U.S. Billboard Hot Latin Songs — Sencillo N°. 1 27 de agosto de 2005 - 2 de septiembre de 2005 | Sucesor: La tortura de Shakira featuring. Alejandro Sanz |

| Predecesor: La tortura de Shakira featuring. Alejandro Sanz | U.S. Billboard Latin Pop Airplay — Sencillo N°. 1 20 de agosto de 2005 - 23 de septiembre de 2005 | Sucesor: Sólo quédate en silencio de RBD |

| Predecesor: Reggeatón latino de Don Omar | U.S. Billboard Latin Tropical Airplay — Sencillo N°. 1 27 de agosto de 2005 - 9 de septiembre de 2005 | Sucesor: Ella y yo de Aventura featuring. Don Omar |

### Versiones
- "Nada Es Para Siempre" [versión Reggaeton] (con Adassa) - 3:40[7]
- "Nada Es Para Siempre" [versión salsa] - 4:51[8]